# 5076 Lebedev-Kumach
5076 Lebedev-Kumach là một tiểu hành tinh vành đai chính với chu kỳ quỹ đạo là 1371.6203893 ngày (3.76 năm).
Nó được phát hiện ngày 16 tháng 9 năm 1973.